# Nomada rhodosoma
Nomada rhodosoma är en biart som beskrevs av Cockerell 1903. Nomada rhodosoma ingår i släktet gökbin, och familjen långtungebin.

## Underarter
Arten delas in i följande underarter:
- N. r. rhodosoma
- N. r. rhodosomella